# Литцльберг на Аттерзе
«Литцльберг на Аттерзе» (нем. Litzlberg am Attersee) — пейзаж кисти австрийского художника Густава Климта. Получил известность в ряду других украденных произведений искусства, обнаружившихся после Второй мировой войны в государственных художественных музеях Австрии и реституированных в начале XXI века наследникам законных владельцев, ставших жертвами Холокоста.
Густав Климт занимался пейзажной живописью в летние месяцы отдыха на озере Аттерзе в Зальцкаммергуте в Верхней Австрии. «Литцльберг на Аттерзе» написан около 1915 года и относится к позднему этапу творчества художника, для которого помимо мозаичной техники нанесения краски был характерен насыщенный колорит с преобладанием тёмно-зелёного тона в сочетании с более светлыми, смешанными с жёлтым и синим оттенками и использованием красного в качестве акцента. Горизонтальная композиция пейзажа строится слоями. Посёлок Литцльберг выглядит тонкой лентой между подвижной поверхностью озера, схематично отражающей дома на берегу, и возвышающимися горными склонами. Для фиксации удалённой натуры в желаемой форме Климт часто пользовался в работе над пейзажами подзорной трубой или театральным биноклем.
Живописные виды курортных местечек у озера Аттерзе кисти Климта оказались в коллекциях многих друзей — почитателей творчества художника. Пейзаж «Литцльберг на Аттерзе» принадлежал одному из главных коллекционеров Климта, представителю венского семейства Цукеркандлей промышленнику Виктору Цукеркандлю, он приобрёл его непосредственно у художника для Пуркерсдорфского санатория. Латунную раму для пейзажа изготовил основатель Венских мастерских Йозеф Хоффман. После смерти бездетной пары Виктора и Паулы Цукеркандлей его сестре Амалии, супруге невропатолога Эмиля Редлиха, в 1927 году по наследству перешли «Литцльберг на Аттерзе» и ещё один итальянский пейзаж Климта — «Церковь в Кассоне». В 1941 году Амалия Редлих вместе с дочерью Матильдой были депортированы в Лодзь, где и погибли в концентрационном лагере. Коллекция Амалии Редлих, хранившаяся в Пуркерсдорфском санатории и её венской квартире, была вывезена гестапо и распродана. Арт-дилер Фридрих Вельц, выкупивший «Литцльберг на Аттерзе» для своей галереи, обменял его в 1944 году на другое произведение из фондов Зальцбургской земельной галереи. С 1982 года пейзаж числился в фонде современной галереи и графического собрания «Рупертинум», ныне музея «Лентос», являясь единственным произведением Климта в экспозиции и самым ценным экспонатом музея.
Розыском похищенных у Амалии Редлих художественных ценностей начиная с 1947 года безуспешно занимался её бывший зять Луис Йориш. Внуку Амалии Георгу Йоришу в 2010 году удалось вернуть в порядке «частной реституции» пейзаж «Церковь в Кассоне». Решение о добровольной реституции пейзажа «Литцльберг на Аттерзе» законному наследнику без судебных тяжб было принято австрийским государством в 2011 году. В конце 2011 года «Литцльберг на Аттерзе» был выставлен на продажу через аукционный дом «Сотбис» в Нью-Йорке, предполагалось, что проживавший в Монреале 83-летний Георг Йориш, сотрудник фотомагазина на пенсии, мог выручить за пейзаж около 25 млн долларов США. В торгах участвовало пять покупателей, конечная цена составила сенсационные 40,4 млн долларов при начальных 18. Представителем неизвестного покупателя пейзажа выступил швейцарский арт-дилер Давид Лахенман. Полученными средствами Йориш планировал финансировать образование внуков, он также направил 1,3 млн долларов из выручки на реконструкцию водонапорной и смотровой башни, принадлежавшей музею «Лентос». Ныне музейное строение носит имя Амалии Редлих.